# Filipe Cândido
Filipe Manuel Nunes Cândido, noto semplicemente come Filipe Cândido (Lisbona, 28 settembre 1979), è un allenatore di calcio ed ex calciatore portoghese, di ruolo attaccante, tecnico del Paços Ferreira.